# Parapionosyllis abriguensis
Parapionosyllis abriguensis är en ringmaskart som beskrevs av Riera, Núñez och Del Carmen Brito. Parapionosyllis abriguensis ingår i släktet Parapionosyllis och familjen Syllidae. Inga underarter finns listade i Catalogue of Life.